# 톰 포드
토마스 칼라일 "톰" 포드(영어: Thomas Carlyle "Tom" Ford, 1961년 8월 27일 ~ )는 미국의 패션 디자이너이자 영화 감독이다.

## 경력
뉴멕시코 주의 고등학교를 졸업하고, 파슨스 더 뉴스쿨 포 디자인에서 1986년까지 실내 구조를 배웠다. 그 뒤 디자이너로 활동하였다. 1990년, 뉴욕에서 밀라노로 이동하여, 구찌의 여성 부문의 디자인을 담당하였다. 1994년부터 구찌의 크리에이티브 디렉터로 활약하였으며, 구찌의 크리에이티브를 총괄하면서 구찌 그룹 전체의 크리에이티브 디렉터에 취임하였다. 현재는 자신의 이름을 딴 브랜드를 주재하고있다. 2009년, 크리스토퍼 이셔우드의 소설을 원작으로 하는 영화 《싱글맨》을 발표하여, 영화 감독으로도 데뷔하였다.

## 개인 생활
2014년 4월, 27년간 동거해온 전 보그지 편집장 리처드 버클리와 결혼하였음을 발표하였다.

## 작품 목록
- 《싱글맨》 (2009년) (감독, 각본, 제작)
- 《녹터널 애니멀스》 (2016년) (감독, 각본, 제작)